# أبنر دالريمبل
أبنر دالريمبل (بالإنجليزية: Abner Dalrymple)‏ هو لاعب كرة قاعدة أمريكي، ولد في 9 سبتمبر 1857 في غراتيوت في الولايات المتحدة، وتوفي في 25 يناير 1939 في وارن في الولايات المتحدة.

## وصلات خارجية
- أبنر دالريمبل على موقعبيزبول رفرنس.كوم (الدوري الرئيسي) (الإنجليزية)
- أبنر دالريمبل على موقعبيزبول رفرنس.كوم (الدوري الثانوي) (الإنجليزية)